# Jefferson Montero
Jefferson Antonio Montero Vite (Babahoyo, 1 de setembro de 1989) é um futebolista equatoriano que atua como meia no Aucas.

## Carreira
Jefferson Montero fez parte do elenco da histórica Seleção Equatoriana de Futebol da Copa do Mundo de 2014.